# 许可慰
许可慰（1975年11月—），男，汉族，台湾台北人，中华人民共和国政治人物。现任中山大学研究生院副院长，孙逸仙纪念医院党委副书记兼副院长。第十四届全国政协委员。